# Martin Rauschenberg
Martin Rauschenberg Brorsen (født 15. januar 1992) er en dansk professionel fodboldspiller, der spiller for Gefle IF som forsvarsspiller.

## Karriere
Rauschenberg spillede i Gredstedbro Boldklub, indtil han som 12-årig skiftede til samarbejdsklubben Esbjerg fB.
Han startede sin seniorkarriere i Esbjerg fB, for hvem han spillede fire kampe i Superligaen 2010-11. Den 31. januar 2017 blev han udlejet til Stjarnan i Úrvalsdeild for resten af 2013. Han blev efterfølgende fritstillet fra sin kontrakt med Esbjerg fB og skrev under på en permanent kontrakt med Stjarnan for resten af 2014.
I januar 2015 skrev Rauschenberg under på en treårig kontrakt med Gefle IF. Han fik sin debut i Fotbollsallsvenskan den 5. april 2015 i sæsonpremieren mod Falkenbergs FF, som Gefle vandt med 2–0.

## Landsholdskarriere
Han fik sin debut i landsholdssammenhæng, da han blev skiftet ind i det 75. minut i stedet for Morten Koch Nielsen på Danmarks U/16-fodboldlandshold den 29. april 2008 ude mod Estland, som Danmark vandt 0-1.